# Phyllonorycter troodi
Phyllonorycter troodi là một loài bướm đêm thuộc họ Gracillariidae. Loài này có ở Cộng hòa Síp.
Ấu trùng ăn Quercus alnifolia species. Chúng có thể ăn lá nơi chúng làm tổ.